# Coelogyne miniata
Coelogyne miniata är en orkidéart som först beskrevs av Carl Ludwig von Blume och som fick sitt nu gällande namn av John Lindley.
Coelogyne miniata ingår i släktet Coelogyne och familjen orkidéer. Inga underarter finns listade i Catalogue of Life.